# Gränsmärke

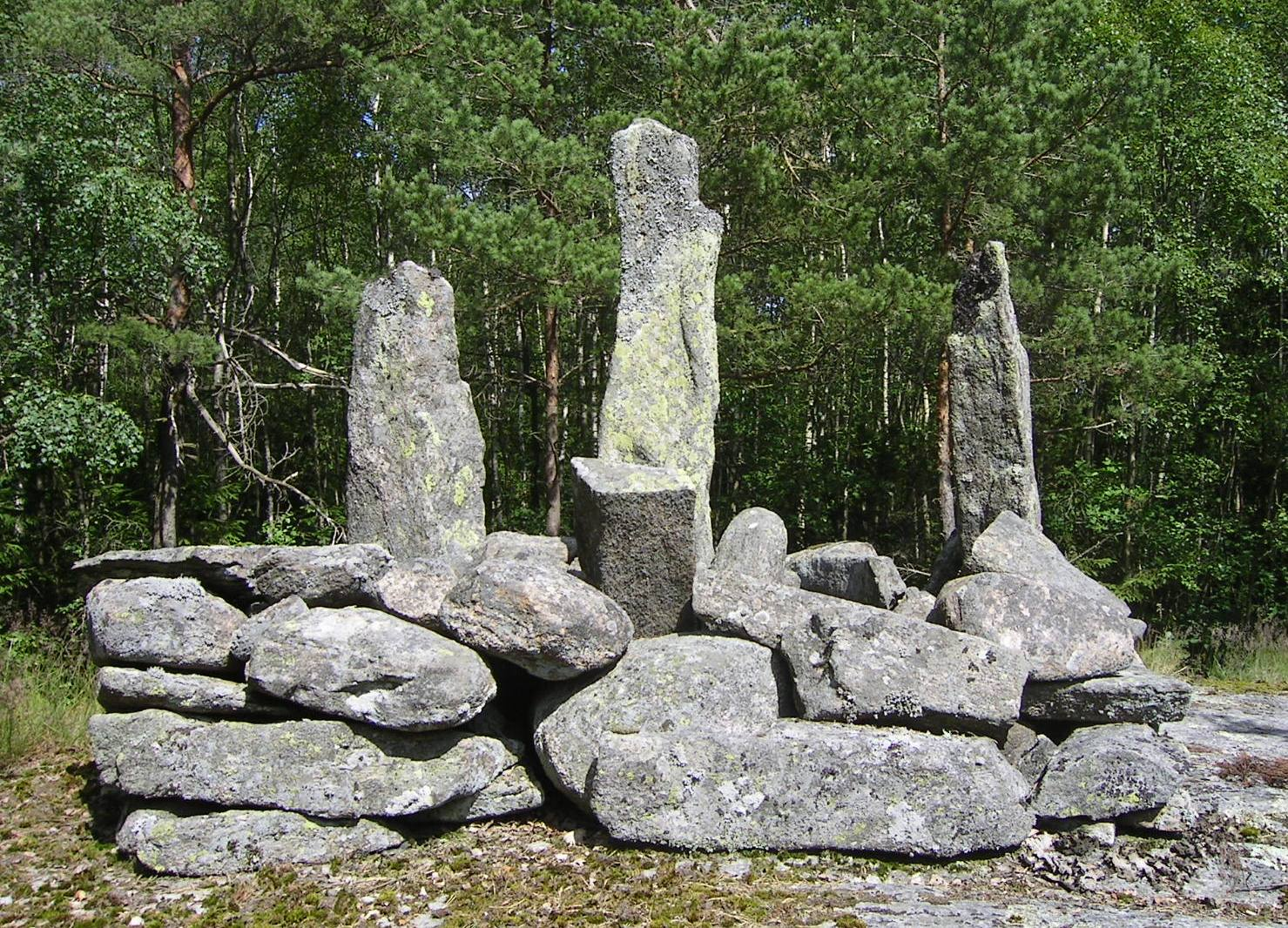
Gammalt 5-stenaröse mellan Askims och Sävedals härader i Västergötland

Gränsmärke, råmärke, gränsröse om det är ett röse, är ett på (och ibland under) jordytan anbragt tecken, som är till för att utvisa ett jordområdes gräns mot ett annat och som kan vara syftmärke för en rågång. 

## Beskrivning
| Ett äldre 5-stenaröse vid Tornberget med visaren t.h. |  | Ett äldre 5-stenaröse vid Tornberget med visaren t.h. |
| Ett äldre 5-stenaröse vid Tornberget med visaren t.h. |  |                                                       |

Gränsmärken har använts först och främst för att skilja en fastighet från en annan, men också för att utvisa administrativa indelningar såsom socken-, härads- och länsgräns. Moderna gränsmärken mellan fastigheter är ofta rör nedslagna i marken, hål borrade i berg eller dubbar fästade i berg. 
Stora markägare satte gränsstenar för att markera sina gränser. När det var tre ägor som möttes i en punkt restes ett så kallat 5-stenaröse. En något högre hjärtsten i centrum och fyra riktningsstenar runtom. Lite längre bort fanns ofta den mindre så kallade "visaren" som angav gränsens eller rågångens riktning.
Gränsmärken har också använts för att ange riksgränsen (dvs gränsen mot ett annat land).
Den som rubbar gränsmärken gör sig skyldig till brottet "förfalskning av fast märke".

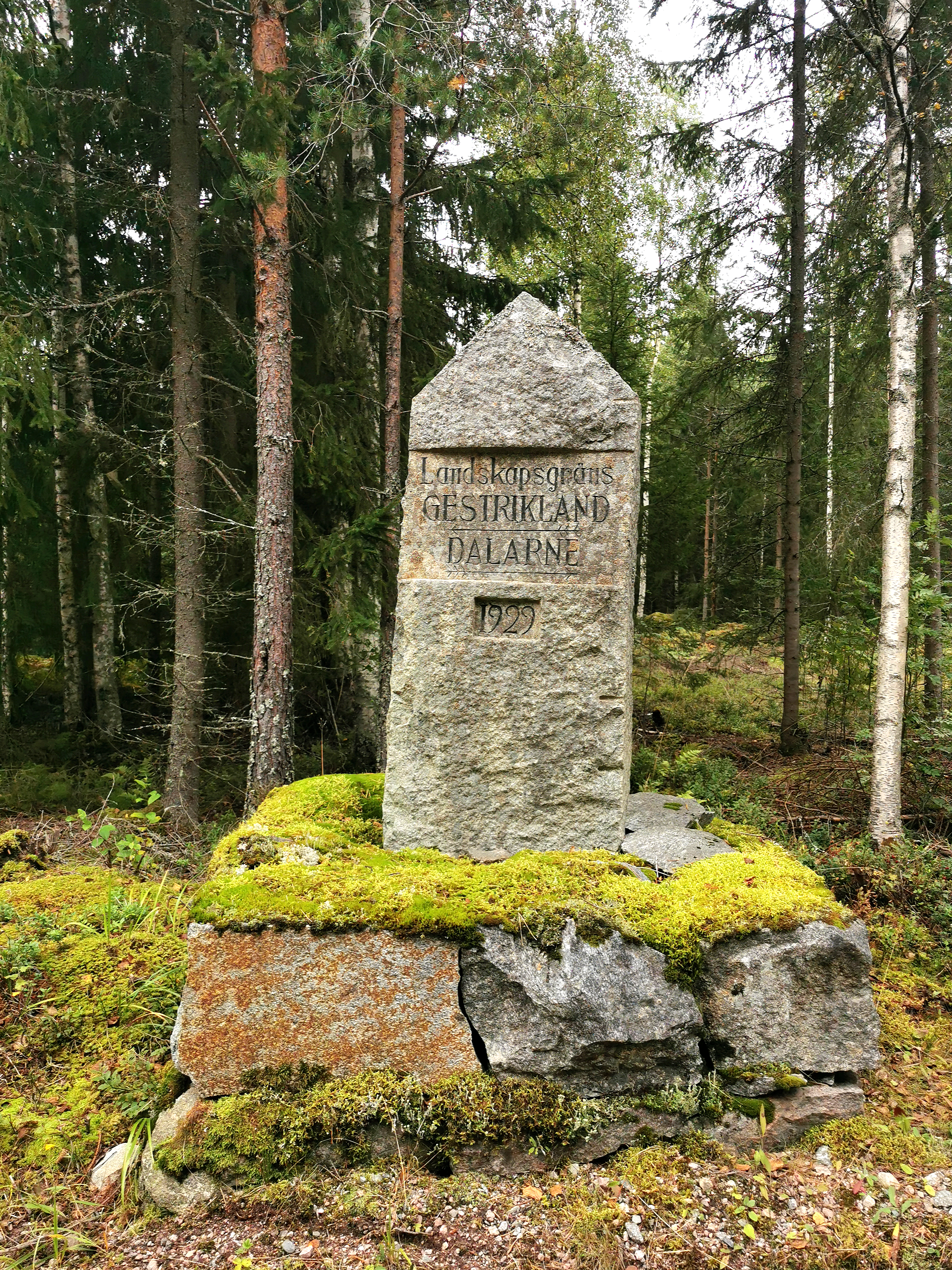
Gränssten melland landskapen Gästrikland och Dalarna 1929

### Fotnoter
1. ↑  14 kap. 8 § brottsbalken (1962:700).